# Бютт-Фоллс (Орегон)
Бютт-Фоллс (англ. Butte Falls) — місто (англ. city) в США, в окрузі Джексон штату Орегон. Населення — 443 особи (2020).

## Географія
Бютт-Фоллс розташований за координатами 42°32′29″ пн. ш. 122°34′10″ зх. д. / 42.54139° пн. ш. 122.56944° зх. д. (42.541444, -122.569376).  За даними Бюро перепису населення США в 2010 році місто мало площу 1,05 км², уся площа — суходіл. В 2017 році площа становила 1,11 км², уся площа — суходіл.

## Демографія
Згідно з переписом 2010 року, у місті мешкали 423 особи в 166 домогосподарствах у складі 112 родин. Густота населення становила 401 особа/км².  Було 188 помешкань (178/км²).
Расовий склад населення:
| - 95,7 % — білих - 0,7 % — корінних американців - 0,5 % — азіатів - 0,2 % — вихідців з тихоокеанських островів |

До двох чи більше рас належало 2,8 %. Частка іспаномовних становила 2,4 % від усіх жителів.
За віковим діапазоном населення розподілялося таким чином: 22,7 % — особи молодші 18 років, 63,8 % — особи у віці 18—64 років, 13,5 % — особи у віці 65 років та старші. Медіана віку мешканця становила 43,1 року. На 100 осіб жіночої статі у місті припадало 110,4 чоловіків;  на 100 жінок у віці від 18 років та старших — 113,7 чоловіків також старших 18 років.
Середній дохід на одне домашнє господарство  становив 40 856 доларів США (медіана — 29 375), а середній дохід на одну сім'ю — 62 483 долари (медіана — 54 750). За межею бідності перебувало 37,8 % осіб, у тому числі 53,3 % дітей у віці до 18 років та 15,0 % осіб у віці 65 років та старших.
Цивільне працевлаштоване населення становило 102 особи. Основні галузі зайнятості: освіта, охорона здоров'я та соціальна допомога — 36,3 %, роздрібна торгівля — 25,5 %, виробництво — 10,8 %, публічна адміністрація — 8,8 %.